# Наноіоніка
Наноіоніка  — розділ нанотехнології. Предмет наноіоніки — властивості, явища, ефекти, механизми процесів та додатки, пов'язані з швидким іонним транспортом  в твердотільних наносистемах. Термін та концепція наноіоники, як нової галузі науки, вперше введений 17 січня 1992 року в статті співробітників Інституту проблем технології мікроелектроніки та особливо чистих матеріалів РАН (ІПТМ РАН, м. Чорноголовка) А. Л. Деспотулі та В. І. Ніколайчика .